# Marietta (condado de Adair)
Marietta es un lugar designado por el censo del condado de Adair, Oklahoma, Estados Unidos. Según el censo de 2020, tiene una población de 82 habitantes.
En los Estados Unidos, un lugar designado por el censo (traducción literal de la frase en inglés census-designated place, CDP) es una concentración de población identificada por la Oficina del Censo exclusivamente para fines estadísticos.
Al igual que el resto del condado, es parte de la reserva indígena conocida como Nación Cherokee.

## Geografía
La localidad está ubicada en las coordenadas 35°50′54″N 94°39′12″O / 35.84833, -94.65333 (35.848331, -94.653261). Según la Oficina del Censo de los Estados Unidos, tiene una superficie total de 4.76 km², de los cuales 4.75 km² corresponden a tierra firme y 0.01 km² están cubiertos de agua.

## Demografía
Según el censo de 2020, hay 82 personas residiendo en la localidad. La densidad de población es de 17.26 hab./km². El 51.22% de los habitantes son amerindios, el 28.05% de los habitantes son blancos, el 1.22% es asiático y el 19.51% son de una mezcla de razas. Del total de la población, el 10.98% son hispanos o latinos de cualquier raza.